# 仙槎河
仙槎河是赣江的一条支流，位于江西省泰和县东南部，长50公里，流域面积571平方公里（不含仁善河，下同），其中泰和县境内381平方公里，多年平均径流量3.24亿立方米，总落差853米。

## 河源
仙槎河发源于泰和县中龙乡东合和小龙镇瑶岭，流经小龙镇、中龙乡、灌溪镇和原樟塘乡（现已并入万合镇），在樟塘圩附近的江背村注入赣江。两条源流在古代分别属十八都和十七都管辖，因此俗称十八都河和十七都河。

## 支流
在距樟塘圩约2公里处，东西岸分别有仁善河与宁溪河汇入。由于仙槎河与仁善河汇流的河段很短，在统计和管理上，一般视为两条独立的河流，即把仁善河直接视为赣江支流。